# Garbanion ap Coel
Garbanion ap Coel (latin Germanianus) roi brittonique du Ve siècle.

## Biographie
Garbanion, Garbaniawn dont le nom est une celtisation du nom latin « Germanianus » est le fils de Coel Hen et le roi des Votadini du sud territoire connu des bretons sous le nom de «  Brynaich ou Bryneich »,  la future Bernicie.

## Postérité
Les généalogies des Hommes du Nord, relèvent les noms de ses descendants sur plusieurs générations jusqu'à Morcant.
Alex Woolf émet l'hypothèse que son fils Dyfnwal Moelmud/Dumnagual est à la fois le grand-père de Morcant Bulc et  identique avec Dumnagual Hen, l'arrière grand père de Rhydderch Hael .

## Légende
Il semble que Geoffroy de Monmouth ait emprunté le nom de ce personnage historique pour l'attribuer au légendaire roi de Bretagne Gorbonian.

## Article lié
- Gorbonian

## Sources
- (en) Peter Bartrum, A Welsh classical dictionary: people in history and legend up to about A.D. 1000, Aberystwyth, National Library of Wales, 1993 (ISBN 9780907158738), p. 305 GARBANION ap COEL HEN. (405)
- (en) Tim Clarkson, The Men of the North. The Britons of southern Scotland, Edinburgh, John Donald, 2010, 230 p. (ISBN 9781906566180), p. 21.